# Comuna Cervona Sloboda, Burîn
Cervona Sloboda (în ucraineană Червона Слобода) este o comună în raionul Burîn, regiunea Sumî, Ucraina, formată din satele Cervona Sloboda (reședința), Ciumakove și Dîci.

## Demografie
Componența lingvistică a comunei Cervona Sloboda
     Ucraineană (95,13%)
     Rusă (2,83%)
     Romani (1,84%)
     Alte limbi (0,15%)
Conform recensământului din 2001, majoritatea populației comunei Cervona Sloboda era vorbitoare de ucraineană (95,13%), existând în minoritate și vorbitori de rusă (2,83%) și romani (1,84%).